# Hans Herr House
Hans Herr House je komunitní dům menonitů stojící na 1849 Hans Herr Drive v West Lampeter Township, Lancaster County v Pensylvánii. Byl postaven v roce 1719 synem Hanse Herra, prvního biskupa menonitů v USA. Je z pískovce, v německém stylu. Přízemí je tvořeno třemi místnostmi: kuchyní, světnicí a spíží. Ložnice jsou v patře. Jde o nejstarší dochované obydlí v Lancaster County a nejstarší menonitský komunitní dům v USA. Do původní podoby byl zrestaurován v letech 1972-73 a dnes je zde muzeum.
V roce 1971 byl zařazen do National Register of Historic Places.